# مبارزی در نیمه راه/شب بازیگران
مبارزی در نیمه راه/شب بازیگران فیلمی به کارگردانی و نویسندگی نادر قانع محصول سال ۱۳۵۷ است.

## خلاصه داستان
داوود سیاه و پسرخاله اش علی زندگی آرامی دارند…

## بازیگران
- گرشا رئوفی
- شهرزاد آرمانی
- مهران صدری
- هنگامه
- خسرو جمالی
- گیتی طباطبایی
- دولت‌آبادی
- درویش اقبالپور
- فرهاد حمیدی
- پریدخت اقبالپور
- عربیان
- علی شاکری
- عباس تباری